# Die Selektion (группа)
Die Selektion — немецкая cold wave-группа из Штутгарта, особой стилистической особенностью которой является нетипичное для этого жанра использование трубы.

## История
Группа Die Selektion вышла из экспериментального постпанк-проекта LUC в конце 2010 года. Из-за смены состава музыкальное направление изменилось настолько, что было решено создать новую группу вместо продолжения предыдущего проекта. Помимо Джиллиан, чьи музыкальные корни уходят в Wave и Neofolk, в группу входили трубач с классическим образованием Ханнес Риф, который также играл в оркестре, и Макс Ригер, на которого больше повлияло техно. Из этих разных направлений и влияний EBM и Synth-Pop 1980-х возник танцевальный, меланхоличный стиль, который отличается от других групп использованием трубы. Группа приняла сознательное решение использовать тексты на немецком языке ещё и потому, что, по их мнению, немецкий язык особенно хорошо сочетается с их музыкой. Группу не удовлетворили эксперименты на итальянском языке. Несмотря на немецкую лирику, группа добилась международного успеха.
В 2011 году лейбл Rasputin Records сначала выпустил EP Kühle Lippen, а затем, в апреле 2011 года, мини-альбом Noire. Fabrika Records выпустила альбом Die Selektion в качестве записи в сентябре, который также был выпущен на компакт-диске и в цифровом виде в апреле 2012 года.
Поскольку участники группы все ещё ходили в школу — Джиллиан и Риф посещали вальдорфскую школу в Штутгарте, группа сначала гастролировала во время школьных каникул. Во время осеннего перерыва 2011 года группа отыграла несколько концертов в Италии. Затем последовали концерты в Германии и других странах Европы. К февралю 2013 года группа уже выступала в 11 странах мира.
В 2012 году группу покинул Макс Ригер чтобы сосредоточиться на своей другой группе, Die Nerven. Кроме того, сейчас он активен как продюсер и как сольный исполнитель под псевдонимом All this abuse. В 2013 году Сэмюэль Савенберг занял место Ригера в Die Selektion. Это означало большие перемены для группы, так как до этого времени за написание песен в основном отвечал Ригер.
Сейчас участники группы живут в трех разных городах. Джиллиан изучает музыковедение в Карлсруэ, а Савенберг живет в Люцерне, Швейцарии.
Второй альбом, Deine Stimme Ist Der Ursprung Jeglicher Gewalt, был записан в течение недели в клубе Komma в Эсслингене и выпущен в 2017 году на лейбле aufnahme + wiedergabe.

## Состав
Нынешние члены
- Лука Джиллиан — вокал (2010 — настоящее время)
- Ханнес Риф — труба (2010 — настоящее время)
- Сэмюэль Савенберг — синтезатор, драм-машина (2013 — настоящее время)

Бывшие члены
- Макс Ригер — синтезатор, драм-машина (до 2012)

## Дискография

### Студийные альбомы
- Die Selektion (2012) Fabrika Records
- Deine Stimme ist der Ursprung jeglicher Gewalt (2017)

### EP
- Kühle Lippen (2011) Rasputin Records
- Noire (2011) (мини-альбом на кассете и в цифровом виде)
- Gottes Wille (2013)
- Deine Stimme Ist Der Ursprung Jeglicher Gewalt Remixed (2019)